# Кевин Джеймс
Кевин Джордж Нипфинг (на английски: Kevin George Knipfing, по-известен с професионалния си псевдоним Кевин Джеймс, роден на 26 април 1965 г.) е американски актьор, комик, сценарист и продуцент. Известен е най-вече с ролята си на Дъг Хефернан в ситкома „Кралят на квартала“ (1998 – 2007). Има и роли в комедийни филми като „Хитч“ (2005), „Обявявам ви за законни Чък и Лари“ (2007), „Ченгето на мола“ (2009), „Дърти хлапета“ (2010), „Опашати сватовници“ (2011) и „Пиксели“ (2015).

## Личен живот
През 2004 г. Джеймс се жени за актрисата Стефиана де ла Крус в Калифорния. Имат четири деца: дъщери – Сиена-Мари (р. 2005) и Шиа Джоел (р. 2007), син – Канън Валънтайн (р. 2011) и още една дъщеря – Систин Сабела (р. 2015).